# Rhaphithamnus
Rhaphithamnus es un género de plantas con flores de la familia de las verbenáceas con dos especies.
Es nativo de centro y sur de América.
Destaca por sus espinas y sus frutos de color violeta. Sin embargo respecto a la toxicidad de sus frutos, existe discrepancia a si sus  bayas son o no comestibles. Tradicionalmente se ha considerado por los campesinos y lugareños, que las bayas de este género de plantas son tóxicas o venenosas, por lo que no se recomienda su consumo.

## Especies
- Rhaphithamnus spinosus (Juss.) Moldenke (1937).[4]
- Rhaphithamnus venustus (Phil.) B.L.Rob. (1916).